# Иван Микулчич
Ѝван Лу̀ка Мѝкулчич (на хърватски: Ivan Luka Mikulčić; на македонска литературна норма: Иван Лука Микулчиќ) е виден археолог от Северна Македония.

## Биография
Микулчич е роден на 25 март 1936 г. в сремското градче Инджия в хърватско семейство. Завършва археология във Философския факултет на Белградския университет в 1958 г., през 1965 г. защитава докторат. Работи в музеите в Щип, Битоля и Скопие, а от 1969 г. преподава във Философския факултет на Скопския университет. През 1969 г. той получава званието асистент, след това доцент (1974) и редовен професор (1979). Пенсионира се през 2000 г.
Освен това той е ръководител на Института по история на изкуството и археологията в продължение на 10 години, както и заместник-декан във Философския факултет. С неговите усилия се създава катедра по археология със специална програма в рамките на споменатия институт, където той е организатор на следдипломното обучение по археология. Микулчич фокусира активните си полеви и кабинетни изследвания върху археологическото наследство на Северна Македония и по-широко на територията на Балканите, като набляга главно върху античния период, но също така има добри резултати от изследванията в изследването на Праисторията и Средновековието.